# Forstinger Bach
Die Forstinger Bach ist ein ganzjähriges Fließgewässer im Bayerischen Alpenvorland.
Er entsteht beim Weiler Forsting, fließt ostwärts zum Weiler Eulenau, wo er sich in die den Eulenaugraben und den Schlöttengraben teilt, um sich anschließend kurz vor seiner Mündung in den Röthenbach wieder zu vereinigen.